# Lila O’Neale
Lila Morris O’Neale (* 2. November 1886 in Buxton, North Dakota; † 2. Februar 1948 in Oakland, Kalifornien) war eine US-amerikanische Kulturanthropologin und Ethnologin.

## Leben
Lila O’Neale wurde 1886 in Buxton in dem US-Bundesstaat North Dakota geboren. Ihr Vater, George Lester O’Neale, war aus Irland eingewandert. Ihre Mutter, Carrie Higgins O’Neale, war Lehrerin. Die Familie zog nach San José (Kalifornien). Lila O’Neale absolvierte zunächst eine Lehrerausbildung an der San José State University. Sie erwarb im Jahr 1910 einen Artium Baccalaureus (heute: Bachelor of Arts) an der Stanford University, im Jahr 1916 einen weiteren Bachelor-Abschluss (Bachelor of Science) an der Columbia University in New York und im Jahr 1927 den Masterabschluss an der University of California in Berkeley mit einer Arbeit über altertümliche peruanische Textilien. Im Jahr 1930 erwarb sie in Berkeley den Doktorgrad (Ph.D.) in Anthropologie mit einer Feldforschungsarbeit über Korbflecht-Methoden indianischer Frauen in Kalifornien. Ihr Doktorvater war der Ethnologe und Kulturrelativist Alfred Kroeber, der Lila O’Neale auch in späteren Jahren weiter unterstützte. Sie wurde im Jahr 1941 Professorin für kulturhistorisches Kunstgewerbe.
Ihre Lebensgefährtin war Martha Thomas, Dozentin an der Universität in San José.
Lila O’Neale starb im Jahr 1948 an Lungenentzündung.

## Berufliches Wirken
Lila O’Neale arbeitete zunächst als Lehrerin in Oakland. Zwischen 1912 und 1915 unterrichtete sie in den Fächern Textilien und verwandte Künste (Related Arts) am San José State Teachers College, einem staatlichen College zur Lehrerausbildung, sowie von 1916 bis 1919 am Stout Institute in Wisconsin. In den Jahren 1919 bis 1926 war sie am Oregon State College als Assistentin und Associate Professor für Textilien und verwandte Künste tätig, im Sommer 1922 kurzzeitig an der University of Southern California.
Nach Doktorstudium und Promotion kehrte sie als Dozentin für Kunstgewerbe an die University of California in Berkeley zurück und gab von 1930 bis 1931 Vorlesungen zu historischen Textilien und Anthropologie. 
Sie unterrichtete Geschichte, Kunstgewerbe, Textilien und Trachten. Sie wirkte auch als Kuratorin für Textilien im Völkerkundemuseum der Universität mit. Als sie im Jahr 1931 Edward Winslow Gifford vertrat, war sie die erste Frau, die Anthropologie an der Universität Berkeley lehrte.
Für die Erforschung von vorinkanischen und Inka-Textilien in den Anden in Peru erhielt Lila O’Neale 1931 ein Guggenheim-Stipendium. Textilien der prähistorischen Paracas-Kultur waren dort in den 1920er Jahren gefunden worden.

## Veröffentlichungen (Auswahl)
- Textile Periods in Ancient Peru, 1930 (zusammen mit Alfred Kroeber)
- Yurok-Karok Basket Weavers, Phoebe Apperson Hearst Museum of Anthropology, Berkeley, 1932. ISBN 9780936127040
- Papago Color Designations, 1943 (zusammen mit Juan Dolores)
- Textiles of Highland Guatemala, 1945

Lila O’Neales Schriften sind im Bestand der Bancroft Library der University of California in Berkeley enthalten.